# Joburg Open 2011
Het Joburg Open is een golftoernooi in Zuid-Afrika. Het is het eerste toernooi van het jaar dat deel uitmaakt van de Sunshine Tour en de Europese PGA Tour. Dit jaar wordt het eerste lustrum gevierd.
In 2010 werd het Joburg Open gewonnen door Charl Schwartzel, die de week daarvoor ook het Afrika Open won. In 2011 wordt het van 13 tot en met 16 januari gespeeld, wederom op de Royal Johannesburg and Kensington Golf Club. Het prijzengeld staat op € 1.300.000.

## De baan
Er wordt gespeeld op de Westbaan en de Oostbaan. De Westbaan werd in 1928 geopend en de Oostbaan in 1935. Beiden werden in 1998 gerenoveerd. Er loopt een riviertje door en er zijn 11 vijvers. De par van beide banen is 71, maar de Oostbaan is ongeveer 377 meter langer.

## Verslag

### Ronde 1
Floris de Vries begon zijn vierde toernooi op de Europese Tour met een ronde van 65 op de Westbaan en kwam daarmee op de 6de plaats. Tyrone Mordt ging met negen birdies op de Westbaan aan de leiding, Martin Maritz ging met −9 aan de leiding op de Oostbaan. Tim Sluiter maakte op hole 4 een triple-bogey waarna zijn spel erg wisselvallig werd. Hij maakte +1.

### Ronde 2
Jamie Elson was clubhouse leader met een totaal van −13, en moest later de leiding met twee anderen delen. Charl Schwartzel maakte op de Westbaan een perfecte ronde van 61 (−10), voorlopig het toernooirecord. Niet alle spelers hebben hun tweede ronde kunnen afmaken wegens een 3 uren oponthoud door stortbuien en onweer.
 Floris de Vries staat op de 20ste plaats na een ronde van −1 en een totaal van −7, 72 spelers haalden de cut die op −2 stond, Tim Sluiter kwalificeerde zich niet voor het weekend.

### Ronde 3
Ronde 3 werd op de Oostbaan gespeeld. De scores waren hoger dan tijdens de eerste twee dagen, slechts 30 spelers kwamen onder par binnen. Jamie Donaldson maakte de beste ronde met −6. Floris de Vries maakte −1 en steeg drie plaatsen. Thomas Aiken heeft zich bij Garth Mulroy en Charl Schwartzel aan de leiding geplaatst, Jamie Elson zakte naar de 5de plaats. Hij deelt die nu met Ben Evans en Jean-Baptiste Gonnet, die beiden een ronde van −4 maakten.

### Ronde 4
Charl Schwartzel heeft zijn titel verlengd. Vandaag maakte hij een ronde van 67, Garth Mulroy maakte 71 en eindigde op de tweede plaats, Thomas Aiken maakte zelfs 72 en werd 3de.

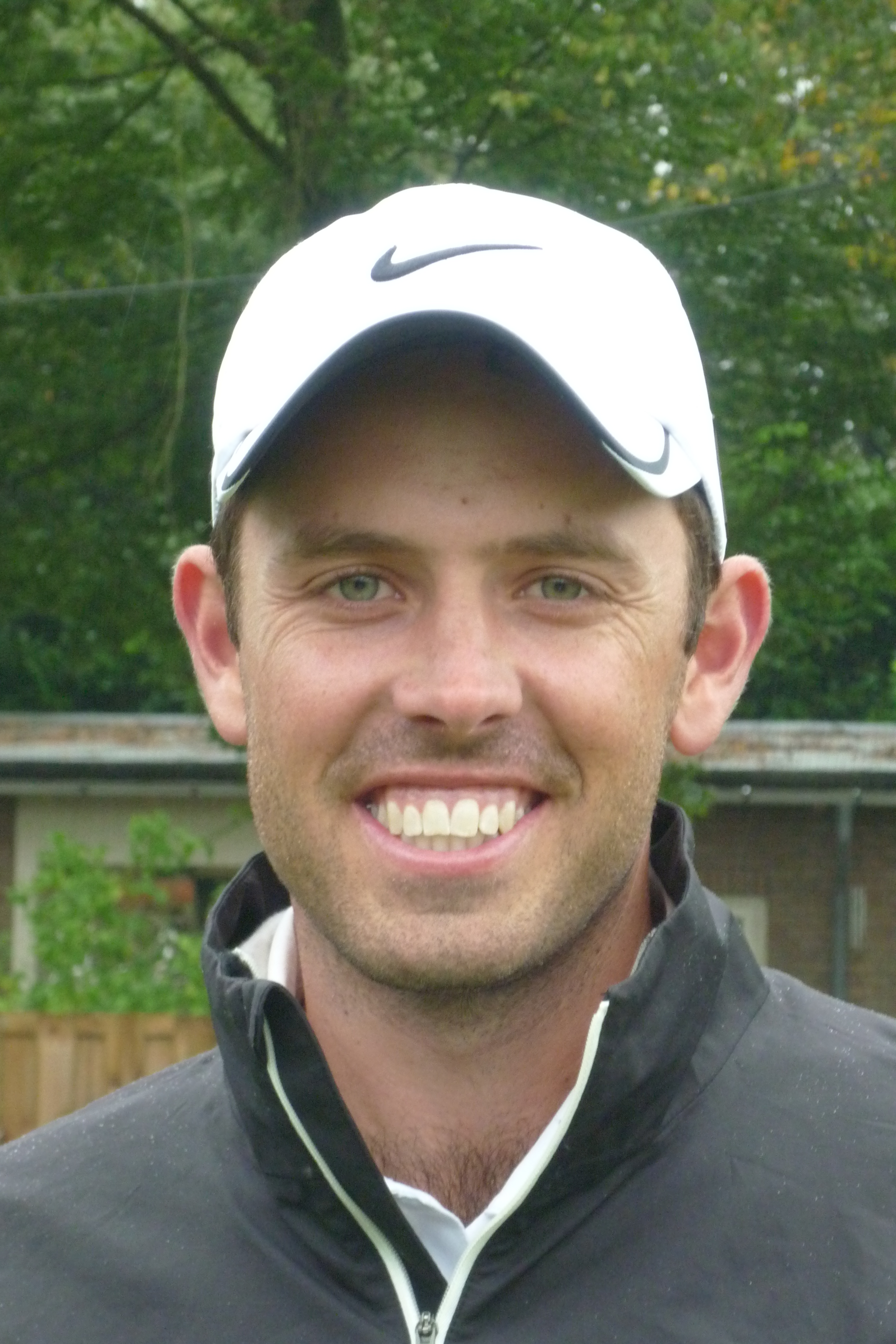
Titelverdediger Schwartzel maakte ronde van −10

 Floris de Vries heeft zijn toernooi goed afgerond, een ronde van 71 bracht hem naar de 13de plaats.
Live leaderboard
| Speler           | Westbaan | Oostbaan | Totaal | Totaal | R3  | Totaal | Totaal | R4  | Totaal | Totaal |
| ---------------- | -------- | -------- | ------ | ------ | --- | ------ | ------ | --- | ------ | ------ |
| Charl Schwartzel | −10      | −3       | −13    | T1     | −2  | −15    | T1     | −4  | −19    | 1      |
| Garth Mulroy     | −6       | −7       | −13    | T1     | −2  | −15    | T1     | par | −15    | 2      |
| Thomas Aiken     | −5       | −7       | −12    | T4     | −3  | −15    | T1     | +1  | −14    | 3      |
| Jamie Elson      | −6       | −7       | −13    | T1     | par | −13    | T5     | par | −13    | 4      |
| Floris de Vries  | −6       | −1       | −7     | T20    | −1  | −8     | T17    | par | −8     | T13    |
| Martin Maritz    | −9       | −2       | −11    | T7     | +1  | −10    | T13    | +6  | −4     | T33    |
| Tyrone Mordt     | −3       | −9       | −12    | T4     | +5  | −7     | T22    | +3  | −4     | T33    |
| Tim Sluiter      | +1       | −2       | −1     | MC     |     |        |        |     |        |        |

| Baanrecord |  | Leider |

## De spelers
Er doen 210 spelers mee, inclusief vier amateurs. De beste 65 spelers en de ties doen in het weekend mee.
| Europese Tour - Seve Benson - Ariel Cañete - Clodomiro Carranza - S S P Chowrasia - Darren Clarke - David Dixon - Jamie Donaldson - David Drysdale - Pelle Edberg - Jamie Elson - Kenneth Ferrie - Richard Finch - Alastair Forsyth - Jean-Baptiste Gonnet - Julien Guerrier - Søren Hansen - Benjamin Hebert - Scott Hend - David Horsey - Sam Hutsby - Michael Jonzon - Anthony Kang - Gareth Maybin - Richard McEvoy - Ross McGowan - Alexander Norén - Steven O'Hara - Robert Rock - Marco Ruiz - Jarmo Sandelin - Daniel Vancsik - Paul Waring - Marc Warren - Danny Willett Top Challenge Tour 2010 en 2011 - Phillip Archer - Jason Barnes - Magnus A. Carlsson - Julien Clément - Federico Colombo - Robert Dinwiddie - Ben Evans - Oscar Florén - Lorenzo Gagli - Chris Gane - Daniel Gaunt - Peter Gustafsson - Matt Haines - Alex Jacobsson - Scott Jamieson - Jan-Are Larsen | - Jamie Little - Andrew Marshall - Nicolas Meitinger - Colm Moriarty - George Murray - Thorbjørn Olesen - Victor Riu - Joel Sjöholm - Anders Sjöstrand - Lee Slattery - Kyron Sullivan - Marius Thorp - Mark Tullo - Floris de Vries - Sam Walker - Bernd Wiesberger - Julio Zapata - Matthew Zions Top van de Tourschool - Antti Ahokas - Liam Bond - Markus Brier - Emanuele Canonica - Carlos Del Moral - Victor Dubuisson - Paul Dwyer - Borja Etchart - Sebi García - Joakim Haeggman - Andreas Hartø - Alfredo García Heredia - Adam Gee - Eirik Tage Johansen - Roope Kakko - Alexandre Kaleka - Mikko Korhonen - Steve Lewton - Stuart Manley - Matthew Nixon - Thomas Norret - Fredrik Ohlsson - Pedro Oriol - Wade Ormsby - Manuel Quiros - Elliot Saltman - Lloyd Saltman - Tim Sluiter - Matthew Southgate - Steven Tiley - Simon Wakefield - Romain Wattel | Regionale Order of Merit - Warren Abery - Reggie Adams - Thomas Aiken - Oliver Bekker - Jacques Blaauw - Desvonde Botes - Michiel Bothma - Merrick Bremner - Louis Calitz - Matthew Carvell - TC Charamba - Neil Cheetham - JG Claassen - Charl Coetzee - George Coetzee - André Cruse - Josh Cunliffe - Andrew Curlewis - Keenan Davidse - Louis De Jager - Warrick Druian - Johan Du Buisson - Steven Ferreira - Tyrone Ferreira - Darren Fichardt - Dion Fourie - Andrew Georgiou - Branden Grace - Daniel Greene - Vaughn Groenewald - Anton Haig - Alex Haindl - Justin Harding - David Hewan - Keith Horne - Jean Hugo - James Kamte - Peter Karmis - James Kingston - Jbe' Kruger - Brett Liddle - Darryn Lloyd - Ben Mannix - Martin Maritz - Bruce McDonald - Doug McGuigan - PH McIntyre - Anthony Michael - Alan Michell - Louis Moolman - Tyrone Mordt - Grant Muller | - Garth Mulroy - Mark Murless - Lindani Ndwandwe - Colin Nel - Prinavin Nelson - Shaun Norris - Dean O'Riley - Louis Oosthuizen - Hennie Otto - Deane Pappas - Brandon Pieters - Albert Pistorius - Christian Rees - Jake Roos - Neil Schietekat - Charl Schwartzel - Teboho Sefatsa - JJ Senekal - Theunis Spangenberg - Richard Sterne - Kevin Stone - Chris Swanepoel - Des Terblanche - Toto Thimba Jr - Ryan Tipping - Tyrone Van Aswegen - Ulrich Van Den Berg - Divan Van Den Heever - Bennie Van Der Merwe - Willie Van Der Merwe - Dawie Van Der Walt - Tjaart Van Der Walt - Jaco Van Zyl - PG Van Zyl - Bradford Vaughan - Grant Veenstra - Allan Versfeld - Justin Walters - Clinton Whitelaw - Chris Williams Sponsor uitnodiging - Scott Drummond - Nick Henning - Sam Little - Andrew McLardy - Tom Shadbolt Amateurs - Danie Van Tonder - Yubin Jung - Jonathan Raphunga - Sipho Sithole |